# Gwanghwamun
Gwanghwamun (Hangul: 광화문; Hanja: 光化門) – główna i największa brama Pałacu Gyeongbokgung w Jongno-gu, Seul, Korea Południowa. Znajduje się przy trójkierunkowym skrzyżowaniu na północnym końcu 600-metrowej ulicy Sejongno w śródmieściu Seulu. Stanowiła główny punkt orientacyjny i symbol stolicy za czasów dynastii Joseon. Budowla była wielokrotnie niszczona, co uczyniło ją w przeszłości ruiną. Trwające od grudnia 2006 roku prace konserwatorskie bramy zakończyły się 15 sierpnia 2010 roku, wtedy też została ona ponownie otwarta dla zwiedzających.

## Historia
Brama Gwanghwamun po raz pierwszy została zbudowana w 1395 roku jako brama prowadząca do Pałacu Gyeongbokgung, głównego i najważniejszego pałacu królewskiego w czasie dynastii Joseon. W 1592 roku, w trakcie inwazji japońskiej, brama została zniszczona przez pożar i pozostawiona w gruzach przez ponad 250 lat.
Brama, wraz z resztą zamku, została przebudowana w 1867 roku przez zakon regenta Daewongun, podczas panowania cesarza Gojong. Brama stała aż do 1926 roku, kiedy to japoński rząd postanowił ją zdekonstruować i przenieść na południowy wschód, aby zrobić miejsce ogromnemu budynkowi administracji z siedzibą generalnego gubernatora Japonii (obecnie znajduje się tam Narodowe Muzeum Korei).
Wojna Koreańska całkowicie zniszczyła drewnianą strukturę Gwanghwamun, a kamienna podstawa bramy leżała w kompletnej rozsypce. W 1963 roku, podczas kiedy panował Park Chung-hee, brama ponownie została przeniesiona przed budynek administracyjny. Zniszczona drewniana struktura została odbudowana za pomocą cementu. Brama stała się symbolem cierpień narodu koreańskiego i w 2006 roku poddano ją gruntownej renowacji w ramach projektu wspieranego przez książęcą fundację charytatywną. Bramę rozebrano i przeniesiono na jej pierwotne miejsce. Cementową podstawę odrestaurowano na nowo w drewnie.